# Квинтовый круг
Квинтовый круг (или кварто-квинтовый круг) — геометрическое представление хроматической звуковой системы в виде последовательности кварт и/или квинт. В квинтовый круг входят 12 разных высот (высотных классов), при этом предполагается, что квинты/кварты темперированы — именно темперация обеспечивает замкнутость круга. Квинтовый круг традиционно используется в учении о гармонии для визуализации родства мажорно-минорных тональностей.

## Квинтовый круг и квинтовая спираль
Квинтовый круг — не природный феномен (как, например, обертоновый ряд), а схематическая конструкция, замкнутость которой обеспечивается только с учётом энгармонизма темперированных звуковых систем (в Примере 2 показан как Ges/Fis), в многоголосной музыке начиная с XVIII века, как правило,— равномерно темперированной системы. В строях (Пифагоровом, чистом) с использованием чистых квинт/кварт круг не замыкается (см. Пример 1; см. также Комма, Волчья квинта). Теоретическую схему, представляющую такие строи, именуют «квинтовой спиралью».

## Квинтовый круг и родство тональностей
В последовательности располагаются мажорные тональности в паре со своими параллельными минорными. При движении по часовой стрелке по квинтовому кругу от до-мажора, тоника каждой последующей тональности (G-D-A-E-H-F♯ мажор, e-h-f♯-c♯-g♯-d♯ минор) отстоит от предыдущей (вверх) на чистую квинту, а в записи при ключе добавляется один диез (в последовательности фа-до-соль-ре-ля-ми-си). При движении против часовой стрелки (F-B-E♭-A♭-D♭-G♭ мажор, d-g-c-f-b-e♭ минор), интервал (восходящий) составляет чистую кварту, а в записи добавляются бемоли (в обратном порядке — си-ми-ля-ре-соль-до-фа).
Так как октава состоит из 12 полутонов, кварта — из 5, а квинта — из 7, то 12 кварт или 12 квинт составляют несколько октав и следовательно тринадцатые тональности, если считать в любую сторону по квинтовому кругу, совпадают с до мажором. Так как 12 взаимно просто с 5 и 7, то все тональности можно получить, рассмотрев любые 12 подряд идущих в кругу. Из этого также следует, что тональности в конце концов совпадут, если двигаться в противоположные стороны (например, Ges = Fis). Поэтому обычно используют не более 5 шагов в каждом направлении, оставляя тональности с большим количеством знаков альтерации (D♭-b, G♭/F♯-e♭/d♯, C#-a#, C♭-a♭ и тональности с двойными диезами и бемолями) только в теории или в качестве упражнений.
|     |     |     |    |    |   |   |   |   |   |     |     |     |     |     |
| Ces | Ges | Des | As | Es | B | F | C | G | D | A   | E   | H   | Fis | Cis |
| as  | es  | b   | f  | c  | g | d | a | e | h | fis | cis | gis | dis | ais |

## Исторический очерк и рецепция в музыке
Впервые кварто-квинтовый круг был описан в книге «Идея грамматики мусикийской» (редакция 1679 года). Автор труда — теоретик и композитор Н. П. Дилецкий.
И. С. Бах показал художественную равнозначность всех тональностей в сборнике прелюдий и фуг под названием «Хорошо темперированный клавир». Во всех тональностях кварто-квинтового круга написаны 24 прелюдии Ф. Шопена и Д. Д. Шостаковича, 12 фуг цикла «Ludus tonalis» П. Хиндемита, а также многие другие музыкальные произведения.